# Federação da Etiópia e Eritreia
A Federação da Etiópia e Eritreia ou Federação Etiópia-Eritreia  foi uma federação do Império Etíope e da Eritreia que foi criada com a aprovação do Ato Federal na Etiópia e pela Constituição da Eritreia em 15 de setembro de 1952.
Antes da anexação da Eritreia, o presidente da Suprema Corte da Eritreia foi removido e as línguas oficiais eritreias foram eliminadas em favor da língua nacional etíope, o amárico.  Durante a Federação, a usurpação pela Coroa Etíope foi sentida no Chefe do Executivo da Eritreia. Isso foi uma contravenção direta a Resolução das Nações Unidas 390-A(V), que havia estabelecido a Federação.
A estrutura federal, ou uma aparência dela, existiu entre 15 de setembro de 1952 a 15 de novembro de 1962. Em 15 de novembro de 1962, depois da pressão de Haile Selassie I na Assembleia da Eritreia,  a Federação foi oficialmente dissolvida e a Eritreia foi anexada pela Etiópia.